# Elena Sofia Ricci
Pour les articles homonymes, voir Ricci.
Elena Sofia Ricci, nom de scène d'Elena Sofia Barucchieri, née le 29 mars 1962 à Florence dans la région de la Toscane en Italie, est une actrice et dramaturge italienne. Comédienne polyvalente, elle a joué au cours de sa carrière pour le cinéma, la télévision et le théâtre en Italie et en Europe, obtenant plusieurs distinctions de premier plan en Italie comme le David di Donatello de la meilleure actrice principale, le Ruban d'argent de la meilleure actrice ou le Prix Flaiano.

## Biographie
Petite-fille de l'architecte Leonardo Ricci (it) et fille de l'historien Paul Barucchieri et de la décoratrice Elena Ricci, Elena Sofia Ricci naît à Florence en 1962.
Elle débute au cinéma en 1980 par un rôle de figuration dans la comédie Arrivano i gatti de Carlo Vanzina. Elle joue au théâtre en 1981 dans la pièce La scuola delle mogli de Molière mise en scène par Marco Mattolini (it) et en 1983 dans la pièce Il bugiardo de Carlo Goldoni mise en scène par Alvaro Piccardi (it). De retour au cinéma, elle se fait remarquer en 1984 pour son rôle dans le drame Impiegati de Pupi Avati. Pour cette performance, elle obtient le Globe d'or de la meilleure actrice - révélation de l'année en 1985.
En 1987, Gérard Courant lui consacre un Cinématon. L'année suivante, elle fait partie du casting de la comédie Io e mia sorella de Carlo Verdone. Elle obtient pour ce rôle de nombreux prix en Italie, dont le David di Donatello et le Ruban d'argent de la meilleure actrice dans un second rôle. En 1990, elle obtient le David di Donatello de la meilleure actrice pour son rôle dans la comédie Ne parliamo lunedì de Luciano Odorisio, une variation autour du thème du ménage à trois. La même année, elle est la femme d'Alberto Sordi dans le film historique Au nom du peuple souverain (In nome del popolo sovrano) de Luigi Magni qui se déroule pendant la première guerre d'indépendance italienne.
En 1992, elle reprend le rôle de Carla Gravina dans le téléfilm Il segno del comando réalisé par Giulio Questi, un remake de la mini-série Il segno del comando de Daniele D'Anza initialement réalisé en 1971. Elle est ensuite à l'affiche du drame noir Persone perbene de Francesco Laudadio. L'année suivante, elle apparaît dans le téléfilm français Un otage de trop de Philippe Galland. En 1995, elle joue dans la mini-série La Marche de Radetzky de Gernot Roll et Axel Corti réalisé d'après le roman éponyme de l'écrivain autrichien Joseph Roth. Elle tient également un petit rôle dans le premier film du réalisateur suédois Mikael Håfström, Vendetta, adapté du roman éponyme de Jan Guillou et consacré à l'agent secret Carl Hamilton. En Italie, elle prend notamment part aux deux saisons de la série télévisée Claro et remporte à cette occasion un Telegatto.
Jacques Deray la filme en 1998 dans le téléfilm Clarissa qui est l'adaptation du roman éponyme non achevé de Stefan Zweig. Elle incarne ensuite la princesse juive Hérodiade en 1999 dans le téléfilm Jésus de Roger Young et apparaît au théâtre dans la pièce Come tu mi vuoi d'Armando Pugliese (it) monté d'après l'œuvre de Luigi Pirandello. En 2002, elle joue dans la mini-série policière Fabio Montale réalisé par José Pinheiro d'après la trilogie marseillaise du même nom écrite par l'écrivain français Jean-Claude Izzo. En Italie, elle apparaît dans les quatre épisodes de la mini-série Storia di guerra e d'amicizia de Fabrizio Costa qui se déroule pendant l'occupation allemande lors de la Seconde Guerre mondiale.
En 2004, elle tient l'un des rôles principaux de la série télévisée historique Orgoglio. Elle y joue le rôle de la marquise Anna Obrofari et prend part aux trois saisons diffusées sur la Rai 1 entre 2004 et 2006. Elle enchaîne ce succès par un autre avec un nouveau rôle principal dans une nouvelle série qui débute la même année, I Cesaroni. Cette comédie familiale d'une durée de sept saisons est réalisé par Francesco Vicario (it). Ricci participe aux quatre premières saisons et réalise des apparitions dans les trois suivantes.
En 2006, elle joue également le rôle de la magistrate Francesca Morvillo, la femme du juge Giovanni Falcone, dans le téléfilm Giovanni Falcone, l'uomo che sfidò Cosa Nostra des frères Andrea et Antonio Frazzi. Elle participe en 2008 au téléfilm Caravaggio d'Angelo Longoni consacré au peintre italien Le Caravage et prend part à l'unique saison de la série télévisée Amiche mie de Luca Miniero. L'année suivante, elle fait notamment partie du large casting de la comédie Ex de Fausto Brizzi et apparaît dans le clip de la chanson Ancora qui du chanteur italien Renato Zero. En 2010, elle est à l'affiche de la comédie Le Premier qui l'a dit (Mine vaganti) de Ferzan Özpetek et partage avec l'actrice Lunetta Savino un Ruban d'argent de la meilleure actrice dans un second rôle, le second de sa carrière.
En 2011, elle joue le rôle principal, celui d'une nonne, dans la série Che Dio ci aiuti de Francesco Vicario. Pour présenter au public italien cette nouvelle série, Ricci réalise un court crossover la même année dans le dernier épisode de la huitième saison de la série populaire Un sacré détective (Don Matteo) dont le personnage principal est ici joué par Terence Hill. Pour Luciano Manuzzi, elle interprète le rôle d'une directrice de banque qui doit faire face aux difficultés engendré par la crise économique dans le téléfilm Le due leggi diffusé en 2014. On la retrouve également sur le petit écran en nourrice de Juliette dans la mini-série Roméo et Juliette de Riccardo Donna (it), une œuvre inspiré par la tragédie du même nom de William Shakespeare.
En 2016, elle écrit une pièce de théâtre, Mamma Mia Bella, dont la musique est signée par son mari le compositeur Stefano Mainetti (it). Elle joue également dans la quatrième saison de la série télévisée Che Dio ci aiuti.
En 2018, elle incarne Veronica Lario dans le film biographique Silvio et les Autres (Loro) de Paolo Sorrentino consacré à la vie de Silvio Berlusconi, ici joué par Toni Servillo. Elle obtient pour ce rôle le premier Ruban d'argent de la meilleure actrice et le second David di Donatello de la meilleure actrice de sa carrière. La même année, elle donne la réplique à Sergio Castellitto, Guglielmo Poggi (it) et Clara Alonso dans le premier film de Valerio Attanasio, Il tuttofare, réalisé d'après le roman La Vie de Lazarillo de Tormes.

## Filmographie

### Au cinéma
- 1980 : Arrivano i gatti de Carlo Vanzina
- 1983 : Double Zéro de conduite (Zero in condotta) de Giuliano Carnimeo
- 1984 : Impiegati de Pupi Avati
- 1986 : Una domenica sì de Cesare Bastelli
- 1987 : Sposi d'Antonio Avati, Pupi Avati, Cesare Bastelli, Felice Farina et Luciano Manuzzi
- 1987 : Ultimo minuto de Pupi Avati
- 1987 : La rivolta degli impiccati de Juan Luis Buñuel
- 1987 : Io e mia sorella de Carlo Verdone
- 1987 : Cinématon no 940 de Gérard Courant
- 1989 : Burro de José María Sánchez (it)
- 1989 : L'assassina de Beat Kuert (it)
- 1990 : Ne parliamo lunedì de Luciano Odorisio
- 1990 : Au nom du peuple souverain (In nome del popolo sovrano) de Luigi Magni
- 1991 : Ma non per sempre de Marzio Casa
- 1992 : Persone perbene de Francesco Laudadio
- 1992 : Non chiamarmi Omar de Sergio Staino
- 1993 : E quando lei morì fu lutto nazionale de Lucio Gaudino
- 1993 : Stefano Quantestorie de Maurizio Nichetti
- 1993 : Anime fiammeggianti de Davide Ferrario
- 1994 : Tout est fini entre nous (Tra noi due tutto è finito) de Furio Angiolella
- 1995 : Mister Dog de Gianpaolo Tescari
- 1995 : Vendetta de Mikael Håfström
- 1996 : Exercices de style (Esercizi di stile), épisode Era il maggio radioso de Luigi Magni
- 1996 : Agata & Ulisse de Maurizio Nichetti
- 1997 : Donna di piacere de Paolo Fondato (de)
- 2001 : Commedia sexy de Claudio Bigagli
- 2001 : Come si fa un Martini de Kiko Stella
- 2003 : Il pranzo della domenica de Carlo Vanzina
- 2003 : Alla fine della notte de Salvatore Piscicelli
- 2009 : Ex de Fausto Brizzi
- 2010 : Le Premier qui l'a dit (Mine vaganti) de Ferzan Özpetek
- 2010 : Genitori & figli - Agitare bene prima dell'uso de Giovanni Veronesi
- 2010 : L'ultimo gattopardo: Ritratto di Goffredo Lombardo de Giuseppe Tornatore
- 2011 : Tutta colpa della musica de Ricky Tognazzi
- 2011 : La voce sola de Marco Ottavio Graziano
- 2014 : Allacciate le cinture de Ferzan Özpetek
- 2015 : Noi siamo Francesco de Guendalina Zampagni
- 2015 : Ho ucciso Napoleone de Giorgia Farina
- 2016 : L'amore rubato d'Irish Braschi
- 2018 : Il tuttofare de Valerio Attanasio
- 2018 : Silvio et les Autres (Loro) de Paolo Sorrentino : Veronica Lario
- 2021 : Amants super-héroïques (Supereroi) de Paolo Genovese : Elena
- 2023 : Volare de Margherita Buy : Elena Sofia Ricc
- 2025 : L'Ombre d'Emily 2 (Another Simple Favor) de Paul Feig

### À la télévision

#### Séries télévisées
- 1984 : Quei 36 gradini de Luigi Perelli
- 1985 : Un uomo in trappola de Vittorio De Sisti
- 1995 : La Marche de Radetzky (Radetzkymarsch) de Gernot Roll et Axel Corti
- 1996 : Caro maestro de Rossella Izzo (it)
- 1998 : La forza dell'amore de Vincenzo Verdecchi (it)
- 1999 : Squadra mobile scomparsi de Claudio Bonivento, épisode L'amore è una cosa meravigliosa
- 2002 : Storia di guerra e d'amicizia de Fabrizio Costa
- 2002 : Fabio Montale de José Pinheiro
- 2003 : Un papà quasi perfetto de Maurizio Dell'Orso
- 2004 : Orgoglio
- 2006 - 2012 : I Cesaroni de Francesco Vicario (it)
- 2008 : Amiche mie de Luca Miniero
- 2011 : Un sacré détective (Don Matteo), saison huit, épisode vingt-quatre Don Matteo sotto accusa
- 2011 - 2018 : Che Dio ci aiuti de Francesco Vicario (it)
- 2014 : Romeo e Giulietta de Riccardo Donna (it)
- 2020 : Un sacré détective (Don Matteo), saison douze, épisode sept Non rubare
- 2020 : Vivi e lascia vivere de Pappi Corsicato

#### Téléfilms
- 1986 : Il viaggio difficile de Giorgio Pelloni
- 1986 : Una donna a Venezia de Sandro Bolchi
- 1987 : Little Roma de Francesco Massaro
- 1988 : Chiara e Francesca de Pino Passalacqua
- 1988 : Sound de Biagio Proietti
- 1991 : Contro ogni volontà de Pino Passalacqua
- 1991 : La vita che ti diedi de Gianfranco Mingozzi
- 1992 : Il segno del comando de Giulio Questi
- 1993 : Un otage de trop de Philippe Galland
- 1994 : L'aquila della notte de Cinzia TH Torrini
- 1998 : Clarissa de Jacques Deray
- 1999 : Juliette : service(s) compris de José Pinheiro
- 1999 : Jésus de Roger Young
- 1999 : Mon fils a 70 ans (Mio figlio ha 70 anni) de Giorgio Capitani
- 2000 : Il rumore dei ricordi de Paolo Poeti
- 2001 : Stern der Liebe de Marijan David Vajda
- 2006 : Fratelli d'Angelo Longoni
- 2006 : Giovanni Falcone, l'uomo che sfidò Cosa Nostra d'Andrea Frazzi et Antonio Frazzi
- 2007 : Tutti i rumori del mondo de Tiziana Aristarco
- 2008 : Caravaggio d'Angelo Longoni
- 2010 : Agata e Ulisse de Maurizio Nichetti
- 2010 : Gli ultimi del Paradiso de Luciano Manuzzi
- 2014 : Le due leggi de Luciano Manuzzi

## Au théâtre (liste non exhaustive)
- 1981 : La scuola delle mogli de Marco Mattolini (it)
- 1983 : Il bugiardo d'Alvaro Piccardi (it)
- 1983 : L'invito al castello de Mario Ferrero (it)
- 1985 : Beatles back de R. Mattioli
- 1994 : Macbeth de Giancarlo Sepe (it)
- 1997 : Estate e fumo d'Armando Pugliese (it)
- 1999 : Come tu mi vuoi d'Armando Pugliese (it)
- 2003 : Metti una sera a cena de Giuseppe Patroni Griffi
- 2015 : I Blues d'Armando Pugliese (it)
- 2016 : Mamma Mia Bella!
- 2018 : Vetri rotti d'Armando Pugliese (it)

## Récompenses et distinctions

### Récompenses
- Globe d'or de la meilleure actrice - révélation en 1985 pour Impiegati.
- Ruban d'argent de la meilleure actrice dans un second rôle en 1988 pour Io e mia sorella.
- Ciak d'Oro de la meilleure actrice dans un second rôle en 1988 pour Io e mia sorella.
- David di Donatello de la meilleure actrice dans un second rôle en 1988 pour Io e mia sorella.
- Prix Flaiano : prix d'interprétation en 1989.
- David di Donatello de la meilleure actrice en 1990 pour Ne parliamo lunedì.
- Ciak d'Oro de la meilleure actrice principale en 1990 pour Ne parliamo lunedì.
- Telegatto pour son rôle en 1996 dans la série télévisée Claro.
- Premio Salvo Randone (it) : prix PalcoCinema en 2007.
- Ruban d'argent de la meilleure actrice dans un second rôle en 2010 pour Le Premier qui l'a dit (Mine vaganti).
- Ciak d'Oro de la meilleure actrice dans un second rôle en 2010 pour Le Premier qui l'a dit (Mine vaganti).
- Rubans d'argent 2018 : Meilleure actrice pour Silvio et les Autres (Loro).
- David di Donatello 2019 : meilleure actrice pour Silvio et les Autres

### Nominations
- Ruban d'argent de la meilleure actrice en 1991 pour Ne parliamo lunedì.
- Grolla d'oro de la meilleure actrice en 1996 pour Exercices de style (Esercizi di stile).
- David di Donatello de la meilleure actrice dans un second rôle en 2010 pour Le Premier qui l'a dit (Mine vaganti).